# 小林弘記
小林 弘記（こばやし ひろき、1977年5月24日 - ）は、静岡県静岡市出身の元サッカー選手。現役時代のポジションはゴールキーパー（GK）。妻は元タレントの木下優。

## 来歴
1993年、清水商業高校に進学。先輩のGK川口能活に叱咤されながらも力を伸ばし、1995年には同期の大石玲、谷池洋平、西川周吾、早川知伸、藤元大輔、松原忠明らと共に高円宮杯3連覇に貢献した。
恵まれた体格と跳躍力から複数クラブのオファーを受けたが、コーチ陣の充実を理由に1996年よりジュビロ磐田に加入。磐田では大神友明が正GKとして定着しており、大神が負傷離脱した1999年以後も出場機会を得られなかったことから、2000年シーズン途中にヴェルディ川崎への期限付き移籍を経て、コンサドーレ札幌へと完全移籍。同年11月5日のJ2第41節サガン鳥栖対札幌においてJリーグ初出場を果たすも、正GK佐藤洋平の壁は厚く、2001年限りで退団。
2002年2月末にFC東京へ移籍。同年の選手編成は1月に発表されていたが、2月になって小澤英明が負傷し、小林の獲得はその穴埋めを図るためのものだった。土肥洋一のバックアッパーとしてベンチ入りを続けていたが、シーズン終盤に小澤が復調したことでベンチからも外れ、1年限りで退団した。
2003年、湘南ベルマーレへ移籍。若手選手を支えるリーダーシップを発揮し、気迫のこもった好セーブで正GKの座を掴んだ。
2007年よりロッソ熊本（2008年よりロアッソ熊本）へ移籍。同年のJFLでは全試合フル出場で奮闘し、2008年からのチームのJリーグ参入（J2昇格）に貢献した。2009年限りで現役を引退。
2010年よりロアッソ熊本のアカデミースタッフ兼アンバサダーに就任し地域に根ざした様々な活動を行なっている。2013年現在の所属部署は営業部。一方、DJ Kova（コヴァ）としてスタジアムDJも務めている。また、チームマスコットであるロアッソくんとは、BAZOOKA BROTHERS（バズーカブラザーズ）という名でタッグを結成中である。
2011年5月22日、八代市鏡町「ふる郷(さと)　愛鏡祭」にて開催された畳投げ大会にて、一般男性にエントリー。12メートル43を記録し大会新記録 で優勝した。
現役引退後激太りしてしまい、2015年には体重が130kgにまで達してしまったことから、県総合保健センター等の協力を受けてダイエットを開始。半年間のダイエットで30kgの減量に成功した。しかしその後リバウンドしており、2017年現在は123kg程度となっている。
2017年末でロアッソ熊本を退職、それに伴いスタジアムDJからも降板する。退職後はサッカー界から離れる方針。

## 所属クラブ
ユース経歴
- 服織サッカースポーツ少年団 (静岡市立服織小学校)[2]
- 静岡市立服織中学校[2]
- 1993年 - 1995年 静岡市立清水商業高等学校

プロ経歴
- 1996年 - 2000年6月[7]  ジュビロ磐田
  - 2000年4月[2] - 同年6月  ヴェルディ川崎 (期限付き移籍)
- 2000年6月[7] - 2001年  コンサドーレ札幌
- 2002年  FC東京
- 2003年 - 2006年  湘南ベルマーレ
- 2007年 - 2009年  ロッソ熊本 / ロアッソ熊本[4]

## 個人成績
| 国内大会個人成績 | 国内大会個人成績 | 国内大会個人成績 | 国内大会個人成績 | 国内大会個人成績 | 国内大会個人成績 | 国内大会個人成績 | 国内大会個人成績 | 国内大会個人成績 | 国内大会個人成績 | 国内大会個人成績 | 国内大会個人成績 |
| 年度             | クラブ           | 背番号           | リーグ           | リーグ戦         | リーグ戦         | リーグ杯         | リーグ杯         | オープン杯       | オープン杯       | 期間通算         | 期間通算         |
| 年度             | クラブ           | 背番号           | リーグ           | 出場             | 得点             | 出場             | 得点             | 出場             | 得点             | 出場             | 得点             |
| 日本             | 日本             | 日本             | 日本             | リーグ戦         | リーグ戦         | リーグ杯         | リーグ杯         | 天皇杯           | 天皇杯           | 期間通算         | 期間通算         |
| ---------------- | ---------------- | ---------------- | ---------------- | ---------------- | ---------------- | ---------------- | ---------------- | ---------------- | ---------------- | ---------------- | ---------------- |
| 1996             | 磐田             | -                | J                | 0                | 0                | 0                | 0                | 0                | 0                | 0                | 0                |
| 1997             | 磐田             | 21               | J                | 0                | 0                | 0                | 0                | 0                | 0                | 0                | 0                |
| 1998             | 磐田             | 16               | J                | 0                | 0                | 0                | 0                | 0                | 0                | 0                | 0                |
| 1999             | 磐田             | 16               | J1               | 0                | 0                | 0                | 0                | 0                | 0                | 0                | 0                |
| 2000             | 磐田             | 16               | J1               | 0                | 0                | 0                | 0                | -                | -                | 0                | 0                |
| 2000             | V川崎            | 19               | J1               | 0                | 0                | 0                | 0                | -                | -                | 0                | 0                |
| 2000             | 札幌             | 30               | J2               | 3                | 0                | 0                | 0                | 0                | 0                | 3                | 0                |
| 2001             | 札幌             | 30               | J1               | 0                | 0                | 0                | 0                | 0                | 0                | 0                | 0                |
| 2002             | FC東京           | 35               | J1               | 0                | 0                | 0                | 0                | 0                | 0                | 0                | 0                |
| 2003             | 湘南             | 16               | J2               | 21               | 0                | -                | -                | 0                | 0                | 21               | 0                |
| 2004             | 湘南             | 16               | J2               | 9                | 0                | -                | -                | 0                | 0                | 9                | 0                |
| 2005             | 湘南             | 16               | J2               | 39               | 0                | -                | -                | 1                | 0                | 40               | 0                |
| 2006             | 湘南             | 16               | J2               | 10               | 0                | -                | -                | 0                | 0                | 10               | 0                |
| 2007             | 熊本             | 21               | JFL              | 34               | 0                | -                | -                | 0                | 0                | 34               | 0                |
| 2008             | 熊本             | 21               | J2               | 18               | 0                | -                | -                | 0                | 0                | 18               | 0                |
| 2009             | 熊本             | 21               | J2               | 10               | 0                | -                | -                | 1                | 0                | 11               | 0                |
| 通算             | 日本             | 日本             | J1               | 0                | 0                | 0                | 0                | 0                | 0                | 0                | 0                |
| 通算             | 日本             | 日本             | J2               | 110              | 0                | 0                | 0                | 2                | 0                | 112              | 0                |
| 通算             | 日本             | 日本             | JFL              | 34               | 0                | -                | -                | 0                | 0                | 34               | 0                |
| 総通算           | 総通算           | 総通算           | 総通算           | 144              | 0                | 0                | 0                | 2                | 0                | 146              | 0                |

## 代表歴
- 1993年 U-19日本代表候補[2]
- 1995年 U-18日本代表[2]
- 1996年 U-19日本代表
  - 第30回 アジアユース選手権予選、アジアユース選手権
- 1997年 U-20日本代表

## 指導者経歴
- 2010年 - ロアッソ熊本アカデミースタッフ兼アンバサダー

## 関連情報

### 出演
- 2011年 - 百年旅行 Jリーグのある風景 #69「J1昇格へ向けて -ロアッソ熊本を支える仕掛け人たち-」 (BS日テレ)